# Восточные кондоры
«Восточные кондоры» (иер. трад. 東方禿鷹, упр. 东方秃鹰, кант.-рус.: Тун фон тхук ин, англ. Eastern Condors) — гонконгский боевик. Главные роли исполнили Саммо Хун и Юнь Пиу. Премьера фильма состоялась в Гонконге 9 июля 1987 года. Картина получила положительные отзывы и высокие оценки кинокритиков.

## Сюжет
Лейтенант Лам — военнослужащий американской армии, получивший от неё секретное задание. Эта миссия заключается в том, чтобы добраться до старого американского бункера во Вьетнаме, в котором находятся ракеты, и уничтожить его до того, как до него доберутся вьетконговцы.
Из-за опасного характера на выполнение операции отбирается группа осуждённых солдат во главе с Тхун Минсанем. Оставшимся в живых после успешного выполнения задания обещано помилование, американское гражданство и 200 000 долларов каждому. После небольшой подготовки их высаживают в небе над Вьетнамом. Во время прыжка Лам слишком поздно узнаёт, что миссию отменили.
На вражеской территории их встречает отряд партизан-женщин и отводит в небольшой городок. Там они встречают парня по прозвищу Крыса и его  душевнобольного «дядю» Ён Луна.
Позже всех их берут в плен и отводят в лагерь для военнопленных. После побега Ён Лун помогает выявить предателя — одну из женского партизанского отряда. Они придумывают план прохода через мост, ведущий к тайному бункеру. В конце концов, операция завершается схваткой с вьетнамским генералом и его людьми. 

## В ролях
- Саммо Хун — Тхун Минсань
- Юнь Пиу — Крыса Кит
- Хенг С. Нгор — Ён Лун
- Джойс Годензи[кит.] — командир партизанского женского отряда
- Лам Чинъин — лейтенант Лам
- Чарли Чин — Ситхоу Чёнь
- Чён Куоккён[кит.] — Чхин Тайкон
- Билли Лау[кит.] — Чхин Тайхой
- Юнь Вопхин — Ям Яньхэй
- Кори Юнь[кит.] — Ву Тикчю
- Юнь Ва[кит.] — вьетнамский генерал
- Ха Чичань[англ.] — Лау Сёньин
- Ясуаки Курата[яп.] — вьетнамский офицер
- Эльза Чиу — Муй Чи
- Дик Вэй — вьетнамский офицер
- Питер Чань Лун — Ма Паткхау
- Билли Чау[кит.] — вьетнамский офицер
- Джеймс Тянь — разгневанный клиент
- Филлип Ко — вьетнамский капрал
- У Ма[кит.] — вьетнамский капрал
- Мелвин Вон[кит.] — полковник Ён
- Майкл Миу[кит.] — солдат в самолёте
- Чун Фат[кит.] — солдат в самолёте
- Кент Тхон[кит.] — солдат в самолёте
- Макс Мок[кит.] — солдат в самолёте
- Энди Тай[кит.] — коммандо полковника Ёна
- Кенни Хо[кит.] — солдат в самолёте
- Дэнни Пхунь[кит.] — коммандо полковника Ёна
- Бен Лам[кит.] — коммандо полковника Ёна
- Вань Чикён[кит.] — коммандо полковника Ёна
- Крис Ли — коммандо полковника Ёна

## Номинации
7-я Гонконгская кинопремия — три номинации в следующих категориях:
- Лучшая женская роль второго плана — Джойс Годензи[кит.]
- Лучший актёрский дебют — Ха Чичань[англ.]
- Лучшая хореография — Ассоциация каскадёров Саммо Хуна